# پهنه مرده (بوم‌شناسی)

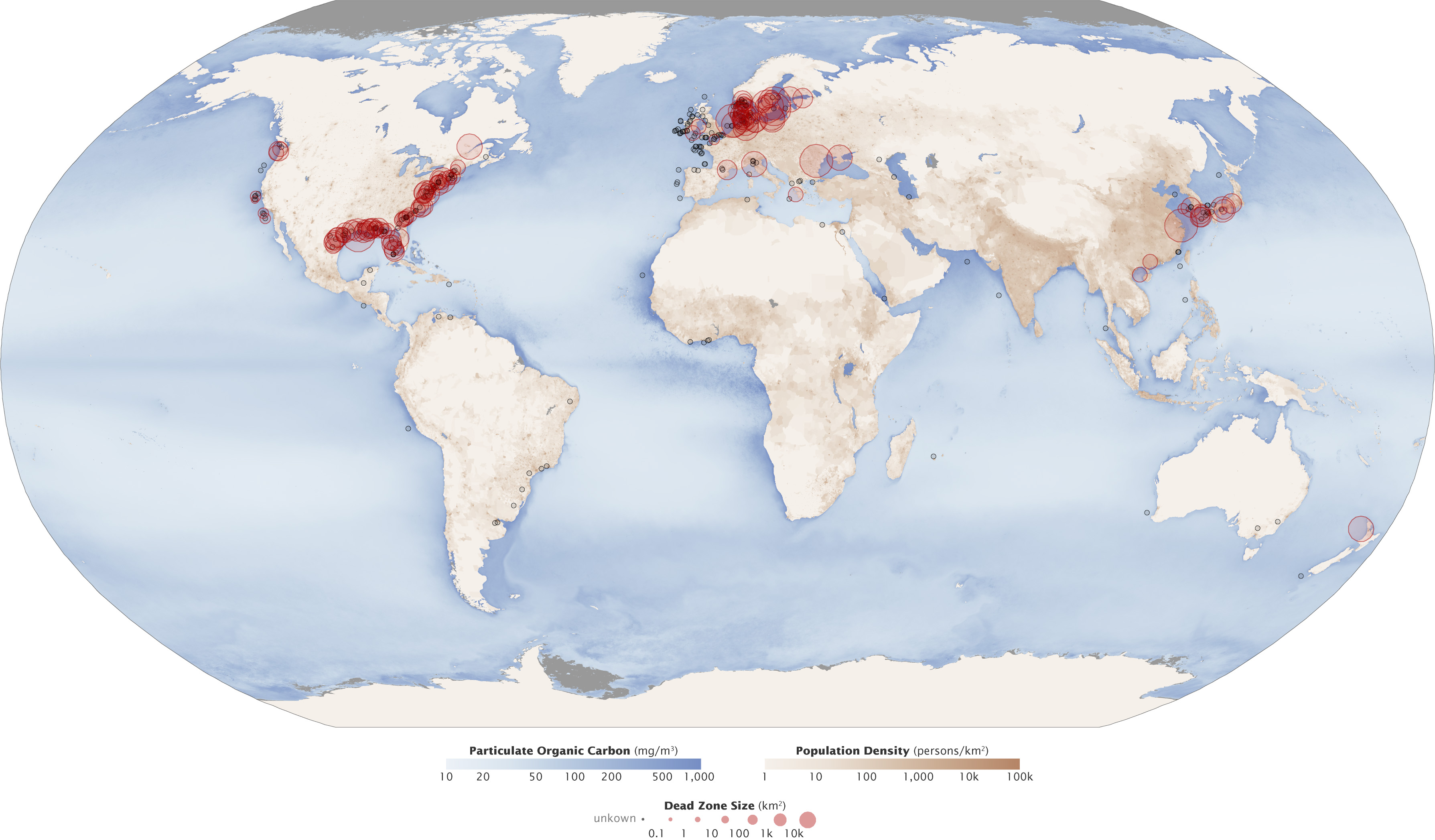
در مرکز: دایره‌های قرمز نشان دهندهٔ محل و اندازهٔ بسیاری از مناطق مرده‌است. نقطه‌های سیاه مناطق مرده را نشان می‌دهند. اندازه ناشناخته‌است. اندازه و تعداد مناطق دریایی مرده: مناطقی که عمق آب به اندازه‌ای است که با اکسیژن کم محلول در آن موجودات دریایی نمی‌توانند زنده بمانند در نیم قرن گذشته بصورت انفجاری رشد کرده‌است

پهنۀ مرده یا منطقۀ مرده (به انگلیسی: Dead zone) یا مناطق هیپوکسی (کم اکسیژن) مناطقی در اقیانوس‌های جهان و دریاچه‌های بزرگ هستند که در آن‌ها اکسیژن مورد نیاز برای حمایت زندگی دریایی در عمق پایین و نزدیک به پایین آب تخریب شده‌است. این پدیده در اثر آلودگی‌های مواد غذایی بیش از توان ترمیم در نتیجهٔ فعالیت‌های بشری؛ همراه با دیگر علت‌ها، به وجود آمده‌است.
در دههٔ ۱۹۷۰ اقیانوس‌شناسان به افزایش این مناطق مرده پی بردند. این افزایش در مناطق ساحلی، که در آن زندگی آبزیان متمرکز است بیشتر رخ می‌دهد.
(قسمت‌های گسترده‌ای از وسط اقیانوس‌ها، که به‌طور طبیعی فعالیت حیاتی کمی دارند، در ردیف «مناطق مرده» در نظر گرفته نمی‌شوند)
در ماه مارس سال ۲۰۰۴، زمانی که برنامه محیط زیست ملل متحد به تازگی تأسیس شده بود، برای اولین بار کتاب سال چشم‌انداز جهانی محیط (کتاب سال 2003 GEO) را منتشر کرد و در آن کتاب، وجود ۱۴۶ نواحی مرده را در اقیانوس‌های جهان؛ که در آن زندگی دریایی نمی‌تواند به دلیل پایین بودن سطح اکسیژن پشتیبانی شود، گزارش داد. برخی از این نواحی مقیاسی معادل ۱ کیلومتر مربع را تحت پوشش داشتند و بزرگترین منطقه مرده، در حدود ۷۰۰۰۰ کیلومتر مربع (۲۷۰۰۰ مایل) را دربر گرفته بود. در سال ۲۰۰۸ میلادی و بر اساس تحقیقاتی جداگانه، تعداد ۴۰۵ منطقه مرده در سراسر جهان  محاسبه شد.

## نگارخانه

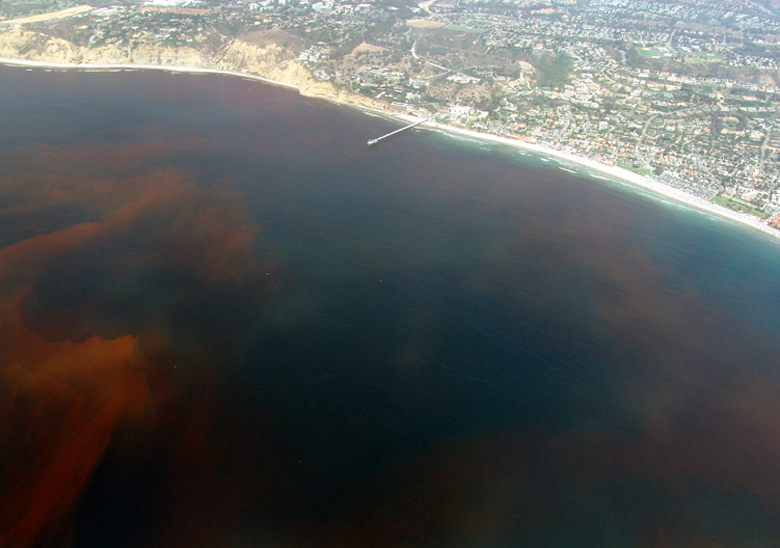
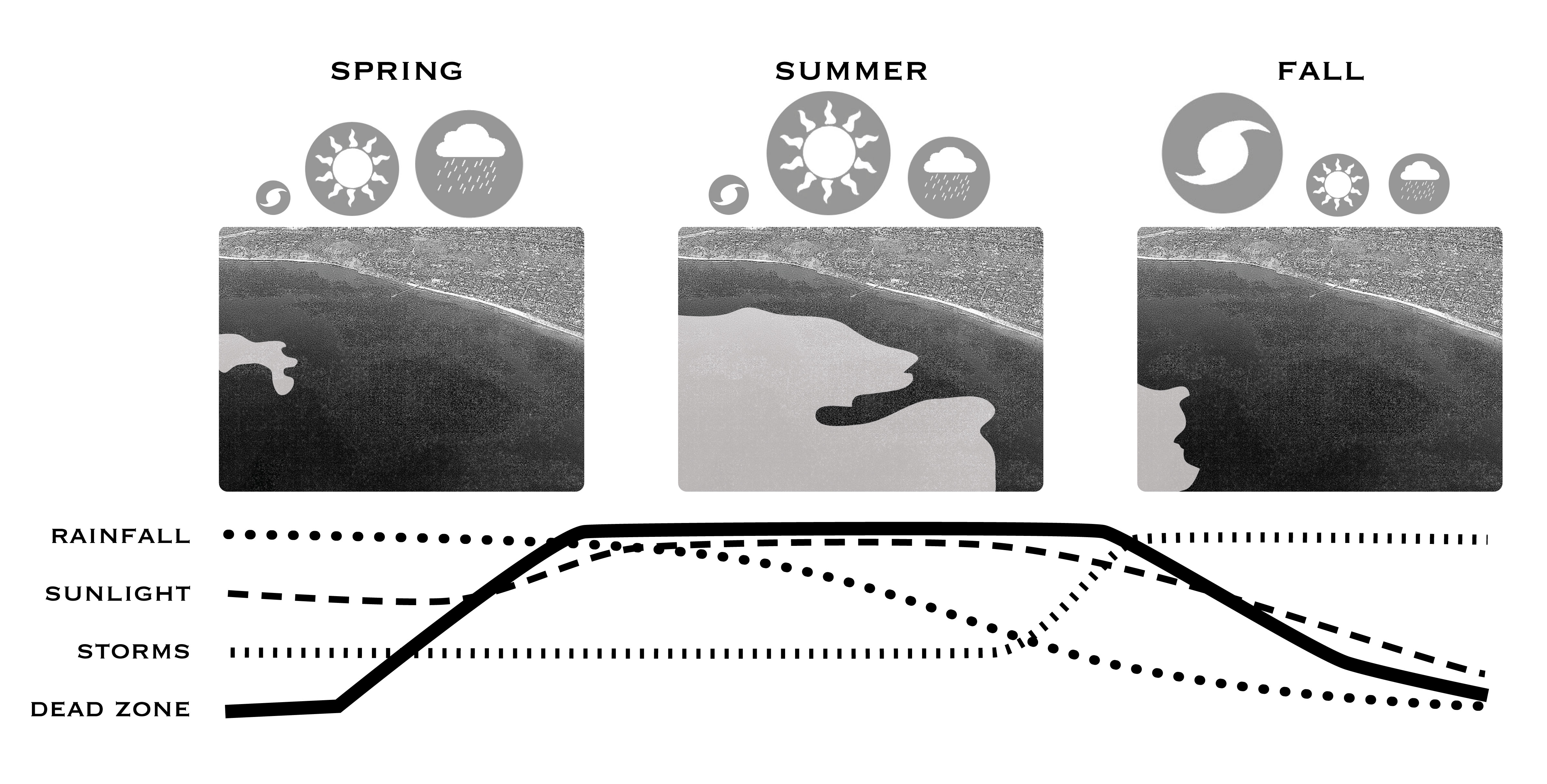
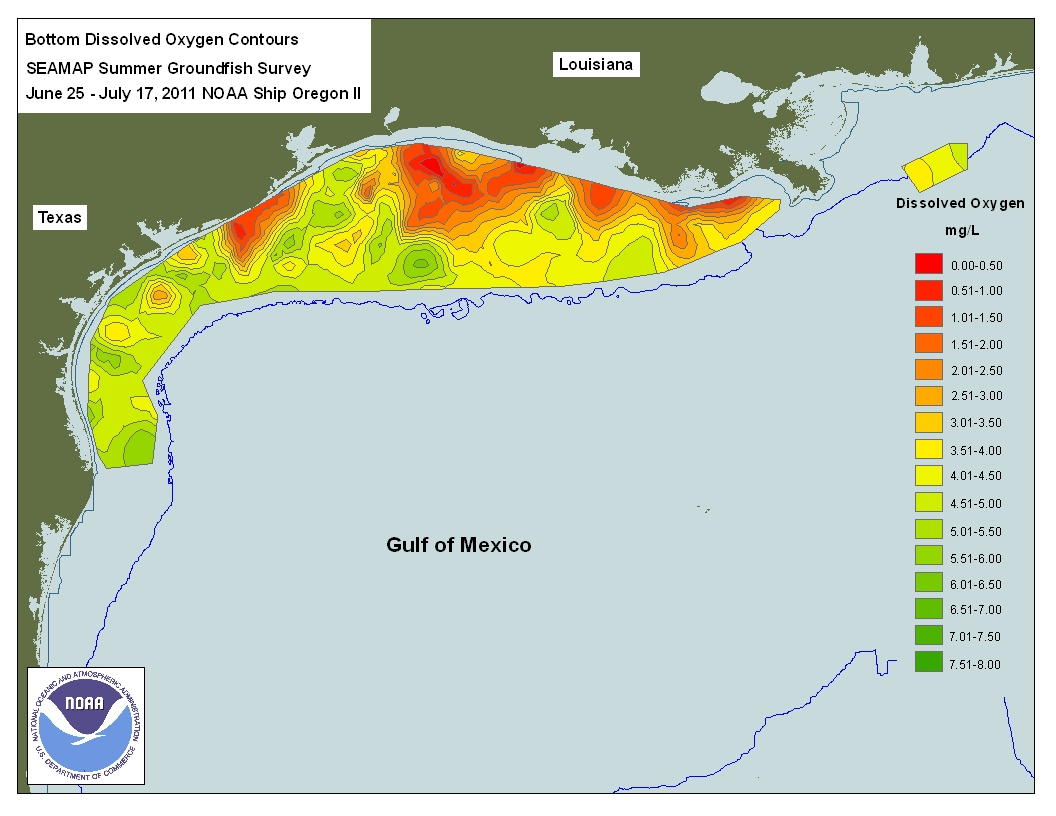